# Târgșoru Vechi község
Târgșoru Vechi község Prahova megyében, Munténiában, Romániában.  A hozzá tartozó települések: Stăncești, Strejnicu, Târgșoru Vechi és Zahanaua. Azon kevés községek egyike Romániában, amely nem a községközpont nevét viseli, ezen közigazgatási egység központja ugyanis Strejnicu települése, Târgșoru Vechi pedig ennek egyik beosztott falva.

## Fekvése
A megye délnyugati részén található, a megyeszékhelytől, Ploieşti-től, kilenc kilométerre délnyugatra, a Prahova folyó és a Leaota valamint Viișoara patakok mentén, a Román-alföld síkságán. 

## Történelem
A 19. század végén a mai Târgșoru Vechi község területén három község osztozott, melyek mindegyike Prahova megye Târgșorul járásához tartozott. 
- Târgșoru Vechi község Târgșoru (a mai Târgșoru Vechi falu), Stăncești, Dedulești valamint Colțu (a mai Colțu de Jos) falvakból állt, összesen 803 lakossal. A község tulajdonában volt egy szeszgyár, négy vízimalom és két templom, egyik Târgșoru faluban, melyet 1884-ben alapítottak, egy másik pedig Stăncești településen, melyet pedig 1874-ben szenteltek fel.

- Strejnicu külön község volt, 941 lakossal, melynek templomát 1881-ben adták át.

- Zahanaua falu pedig Negoești községhez tartozott.

1925-ös évkönyv szerint Târgșorul Vechi község Colțu de Jos, Stăncești valamint Târgșoru Vechi településekből állt és 1140 lakosa volt. Strejnicu községben pedig 1754 lakos élt.
1950-ben közigazgatási átszervezés alapján, ezen községeket a Prahova-i régió Ploiești regionális városához csatolták, mely magának a régiónak is a központja volt. Majd 1952-ben a Ploiești régió irányítása alá helyezték őket. 
1968-ban ismét megyerendszert vezettek be az országban, Târgșoru Vechi az újból létrehozott Prahova megye része lett és ezen belül közvetlenül Ploiești városának az irányítása alá került. Ugyancsak ekkor Strejnicu községet hozzácsatolták Târgșoru Vechi községhez és ezzel egy időben községközpont is lett, a korábbi központ, Târgșoru Vechi pedig ennek egyik beosztott falujává minősült vissza. Negoești községet is megszüntették, a hozzá tartozó Zahanaua falut pedig Târgșoru Vechi községhez csatolták.

## Lakossága
A nemzetiségi megoszlás a következő:
| 2002     | 2002 | 2002   |
| -------- | ---- | ------ |
| Románok  | 8595 | 99,95% |
| Magyarok | 3    | 0,03%  |
| Romák    | 1    | 0,01%  |
| Összesen | 8599 | 100,0% |

## Külső hivatkozások
- A település honlapja
- A településről
- asociatiaturismprahova.ro Archiválva 2016. március 4-i dátummal a Wayback Machine-ben
- 2002-es népszámlálási adatok
- Marele Dicționar Geografic al României